# Barlaj
Barlaj (en serbe cyrillique: Барлај; en albanais : Bardhaj) est un village de l'est du Monténégro, dans la municipalité de Podgorica. Il est situé juste à la frontière entre l'Albanie et le Monténégro.

## Démographie

### Évolution historique de la population
| 1948 | 1953 | 1961 | 1971 | 1981 | 1991 | 2003 |
| ---- | ---- | ---- | ---- | ---- | ---- | ---- |
| 114  | 111  | 146  | 156  | 123  | 72   | 47   |